# Misionella jaminawa
Misionella jaminawa är en spindelart som beskrevs av Cristian J. Grismado och Ramírez 2000. Misionella jaminawa ingår i släktet Misionella och familjen Filistatidae. Inga underarter finns listade i Catalogue of Life.